# Pays-Bas aux Jeux olympiques de 1920
Les Pays-Bas participent aux Jeux olympiques d'été de 1920 à Anvers en Belgique. 130 athlètes néerlandais, 129 hommes et une femme, ont participé à 58 compétitions dans 15 sports. Ils y ont obtenu onze médailles : quatre d'or, deux d'argent et cinq de bronze.

## Médailles
| Médaille | Discipline     | Épreuve                        | Athlète |
| -------- | -------------- | ------------------------------ | --- |
| Or       | Cyclisme       | Vitesse individuelle           | Maurice Peeters |
| Or       | Tir à l'arc    | Tir au berceau 28m par équipes | Janus Theeuwes Driekske Van Bussel Joep Packbiers Janus Van Merrienboer Jo Van Gastel Theo Willems Piet De Brouwer Tiest Van Gestel                                                                 |
| Or       | Voile          | Dériveur 12 pieds              | Johan Hin Cornelis Hin Frans Hin |
| Or       | Voile          | 6,5 mètres                     | Arnoud van der Biesen Petrus Beukers |
| Argent   | Tir à la corde |                                | Wilhelmus Bekkers Johannes Hengeveld Sijtse Jansma Henk Janssen Antonius van Loon Willem van Loon Marinus van Rekum Willem van Rekum                                                                |
| Argent   | Voile          | Dériveur 12 pieds              | Arnoud van der Biesen Petrus Beukers |
| Bronze   | Cyclisme       | Tandem                         | Frans de Vreng Piet Ikelaar |
| Bronze   | Cyclisme       | 50 km                          | Piet Ikelaar |
| Bronze   | Escrime        | Sabre hommes                   | Adrianus de Jong |
| Bronze   | Escrime        | Sabre hommes par équipes       | Adrianus de Jong Jetze Doorman Willem van Blijenburgh Jan Van Der Wiel Louis Delaunoy Salomon Zeldenrust                                                                                            |
| Bronze   | Football       |                                | Arie Bieshaar Leo Bosschart Evert Bulder Jaap Bulder Harry Dénis Jan van Dort Ber Groosjohan Felix von Heijden Frits Kuipers Dick MacNeill Jan de Natris Oscar van Rappard Henk Steeman Ben Verweij |